# بيني غولدن
بيني غولدن (بالإنجليزية: Bennie Goldin)‏ هو قاضي ومحامي زيمبابوي، ولد في 1918، وتوفي في 2003.